# Vital Signs

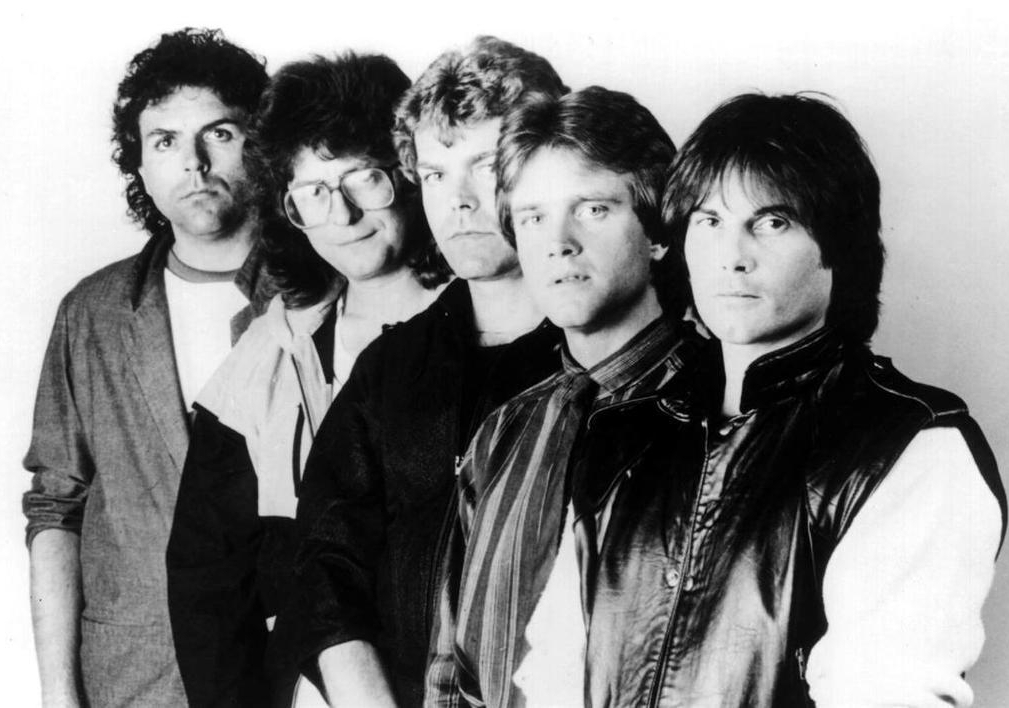
Survivor (1984)

Vital Signs – piąty longplay zespołu Survivor, wydany w roku 1984. Pierwszy album, na którym wystąpił Jimi Jamison. Album okazał się dużym sukcesem komercyjnym i wspiął się na 16. miejsce na liście Billboard 200. Album doczekał się trzech hitów : "The Search Is Over" (#4 US), "High on You" (#8 US) and "I Can’t Hold Back" (#13 US).

## Lista utworów
1. "I Can’t Hold Back" - 3:59
2. "High on You" - 4:09
3. "First Night" - 4:17
4. "The Search Is Over" - 4:13
5. "Broken Promises" - 4:01
6. "Popular Girl" - 3:39
7. "Everlasting" - 3:52
8. "It's the Singer, Not the Song" - 4:34
9. "I See You in Everyone" - 4:26

## Skład
- Jimi Jamison: wokal
- Marc Droubay: perkusja
- Jim Peterik: gitara basowa, gitara, keyboard, wokal
- Frankie Sullivan: gitara, wokal
- Stephen Ellis: gitara basowa